# Coalició Europea per acabar amb els experiments amb animals
La Coalició Europea per acabar amb els experiments amb animals (ECEAE) és una organització continental que lluita activament pels drets dels animals, i especialment, per posar fi a la utilització d'altres espècies en ciència i educació. L'ECEAE va crear-se el 1990 com a associació paraigua per a incloure a entitats d'arreu d'Europa dedicades, almenys en un dels seus camps, a lluitar per l'abolició de les proves amb animals. L'objectiu original va ser assolir la prohibició d'experiments dins l'àmbit dels cosmètics. Però després, més endavant, s'hi han anat afegint altres fites, com impedir proves amb primats no humans, els tests regulatoris o els experiments de tòxics, com ho és el de botox (la toxina botulínica).
Per aconseguir aquests objectius, l'ECEAE publica textos, emprèn accions no violentes, impulsa campanyes, i treballa amb organismes i institucions europees (com la Comissió o el Parlament) per influir en les seves decisions. Recentment va ser una de les promotores de la Iniciativa Ciutadana Europea "Save Cruelty Free Cosmetics - Commit to a Europe Without Animal Testing" que va acabar amb èxit i va poder recollir més d'1,2 milions de signatures entre 2021 i 2022. L'organització està formada, actualment, per 16 entitats membres:

## Membres
- ADDA: - Asociación Defensa Derechos Animal Ong ADDA (Barcelona, àmbit estatal) https://www.addaong.org/en/
- Animal Rights (Bèlgica) https://www.animalrights.nl/
- Anima Mundi (Macedònia del Nord) https://www.animalrights.nl/
- Comitè scientifique Pro Anima Pour une recherche sans expérimentation animale (França) https://www.proanima.fr/
- Doctors Against Animal Experiments (Alemanya) https://www.aerzte-gegen-tierversuche.de/en/FENIKS
- Society for the Protection of Animals and development of Civic Consciousness (Sèrbia) https://www.feniks.org.rs /
- Forsøgsdyrenes Værn - Societat Danesa per a la Protecció d'Animals de Laboratori (Dinamarca) https://forsoegsdyrenes-vaern.dk/
- IBT – Internationaler Bund der Tierversuchsgegner (Àustria) https://www.tierversuchsgegner.at/
- IAVS - Irish Anti-Vivisection Society (Irlanda) https://irishantivivisection.org/
- LAV - Lega Anti Vivisezione (Itàlia) https://www.lav.it/home/en
- LSCV - Ligue Suisse contre l'expérimentation animale et pour les droits des animaux (Suïssa) https://www.lscv.ch
- Menschen für Tierrechte - Bundesverband der Tierversuchsgegner eV https://www.tierrechte.de/
- One Voice (França) https://one-voice.fr/
- OSA – Oltre la Sperimentazione Animale (Itàlia) https://one-voice.fr/
- Prijatelji životinja - Animal Friends Croatia (Croàcia) https://www.prijatelji-zivotinja.hr/index.en.php
- Tierschutz Austria (Àustria) https://www.tierschutz-austria.at/